# Long Cay (îles Turques)
Pour les articles homonymes, voir Long Cay.
Long Cay est une des îles Turks dans le territoire des îles Turks-et-Caïcos.